# Palanga, Argeș
Palanga este un sat în comuna Popești din județul Argeș, Muntenia, România.